# 테라누오바브라촐리니
테라누오바브라촐리니  (Terranuova Bracciolini) 이탈리아 토스카나주의 아레초도에 위치한 코무네 (지방자치단체)이다. 피렌체에서 남동쪽 약 35 킬로미터 (22 mi), 아레초에서 북서쪽 약 25 킬로미터 (16 mi) 거리에 있다.
테라누오바브라촐리니는 카스텔프란코피안디스코, 카스틸리온피보키, 라테리나페르지네발다르노, 로로추펜나, 몬테바르키, 산조반니발다르노 등 지자체와 경계를 이루고 있다.
과거에는 간단히 테라누오바라는 명칭으로 알려져 있었느나 1380년에 태어난 저명한 초기 인문학자 포조 브라촐리니의 이름을 출생지에서 비롯해 1862년 현재 명칭으로 명명됐다. 